# Ngôn ngữ tại Trung Quốc
Trung Quốc có tới hàng trăm ngôn ngữ khác nhau. Ngôn ngữ chủ yếu là tiếng Hán tiêu chuẩn, dựa trên tiếng Quan Thoại là trung tâm, nhưng tiếng Trung Quốc có hàng trăm ngôn ngữ liên quan, được gọi chung là Hán ngữ (giản thể: 汉语; phồn thể: 漢語; bính âm: Hànyǔ, với số người nói chiếm tới 92% dân số. Tiếng  Hán có thể được chia thành nhiều ngôn ngữ riêng biệt.
Nhiều điểm khác biệt giúp phân biệt các phương ngữ Hán ngữ với nhau. Bất chấp số lượng phương ngữ, phổ thông thoại hoặc tiếng Quan Thoại là ngôn ngữ chính thức của Trung Quốc đại lục kể từ thập niên 1930.
Trong khi chính sách của nhà nước Trung Quốc cho phép quyền tự trị về văn hóa và khu vực, mỗi khu vực và nhóm phương ngữ được phép sử dụng ngôn ngữ riêng của họ, họ cũng phải hiểu và nói ngôn ngữ quốc gia, đó là tiếng Quan Thoại hoặc phổ thông thoại, có nghĩa là ngôn ngữ được sử dụng phổ biến.
Trước thế kỷ 20, hai chính phủ khác nhau của Trung Quốc không quá quan tâm đến vấn đề ngôn ngữ. Nhưng vào năm 1949, chính phủ ủng hộ mạnh mẽ ý tưởng chỉ có một ngôn ngữ chính thức mặc dù các hành động cụ thể chỉ được thực hiện vào năm 1955. Năm đó tiếng Quan Thoại được chọn làm ngôn ngữ quốc gia và một chỉ thị đã được ban hành để dạy ngôn ngữ này trong tất cả các trường học và nên được sử dụng. trong mọi mặt của cuộc sống, từ quân đội đến báo chí, thương mại, công nghiệp, phát thanh truyền hình cũng như các công việc phiên dịch, biên dịch.
Kể từ năm 1949, khi Cộng hòa Nhân dân Trung Hoa được thành lập, đã cho những cải cách nhiều về ngôn ngữ, cải cách bao gồm những thay đổi trong hình thức viết của tiếng Trung Quốc, với việc chính phủ bãi bỏ một số ký tự và ra lệnh đơn giản hóa hàng trăm ký tự, chữ Hán giản thể, trong khi đó Đài Loan và Hồng Kông vẫn sử dụng chữ Hán phồn thể. Họ cho rằng, chữ giản thể của chính phủ Trung Quốc làm mất đi ý nghĩa đích thực của chữ Hán trong truyền thống.

## Ngôn ngữ nói
Ngôn ngữ nói của các quốc gia là một phần của Cộng hòa Nhân dân Trung Hoa thuộc về ít nhất chín họ:
- Ngữ hệ Hán-Tạng: 19 dân tộc chính thức (bao gồm cả người Hán và Tạng)
- Ngữ hệ Kra-Dai: một số ngôn ngữ được nói bởi người Choang, Bố Y, Thái, Động và Hlai. 9 dân tộc chính thức.
- Ngữ hệ H'Mông-Miền: 3 dân tộc chính thức
- Ngữ hệ Nam Á: 4 dân tộc chính thức (Đức Ngang, Người Bố-lãng, Kinh và Va)
- Ngữ hệ Turk: Duy Ngô Nhĩ, Kazakh, Salar, v.v. 7 dân tộc chính thức.
- Ngữ hệ Mông Cổ: Người Mông Cổ, Đông Hương và các nhóm liên quan. 6 dân tộc chính thức.
- Ngữ hệ Tungus: Mãn (trước đây), Hách Triết, v.v. 5 dân tộc chính thức.
- Ngữ hệ Triều Tiên: tiếng Triều Tiên
- Ngữ hệ Ấn-Âu: 2 dân tộc chính thức (người Nga và Tajik (trên thực tế người Pamiri) Ngoài ra còn có ngữ hệ Ba Tư chịu ảnh hưởng của tiếng Äynu nói bởi những người Äynu ở Tân Cương phía tây nam đang chính thức được coi là người Duy Ngô Nhĩ.
- Ngữ hệ Nam Đảo: 1 dân tộc chính thức (Thổ dân Đài Loan, nói chi nhánh nhóm ngôn ngữ Formosa), 1 không chính thức (Utsul, nói tiếng Tsat nhưng được coi là người Hồi).

Dưới đây là danh sách các nhóm dân tộc ở Trung Quốc theo phân loại ngôn ngữ. Các dân tộc không có trong danh sách chính thức của Cộng hòa Nhân dân Trung Hoa gồm 56 dân tộc được in nghiêng. Các phiên âm Hán Việt tương ứng và các ký tự Trung Quốc (cả giản thể và phồn thể) cũng được cung cấp.

### Hán-Tạng
- Hán
  - Tiếng Trung Quốc/Han, Hàn, 汉, 漢
    - Quan thoại/Guanhua, Guānhuà, 官话, 官話
    - Tiếng Tấn, jìn, 晋, 晉
    - Tiếng Ngô, ngu1, 吴, 吳
      - Tiếng Thượng Hải

    - Tiếng Huy Châu, Huī, 徽
    - Tiếng Quảng Đông, Yuè, 粤
      - Tiếng Quảng Châu

    - Tiếng Bình, Píng, 平
    - Tiếng Cám, Gàn, 赣, 贛
    - Tiếng Tương, Xiāng, 湘
    - Tiếng Khách Gia, Kèjiā, 客家
    - Tiếng Mân, Mǐn, 闽, 閩
      - Tiếng Mân Nam
        - Tiếng Triều Châu, Cháoshàn, 潮汕

      - Tiếng Mân Đông
      - Tiếng Phủ Tiên
      - Tiếng Lôi Châu
      - Tiếng Hải Nam
      - Tiếng Mân Bắc
      - Tiếng Mân Trung
      - Tiếng Thiệu Tương

  - Tiếng Bạch, Bái, 白
- Tạng-Miến
  - Tujia, Thổ Gia, 土家
  - Qiangic
    - Qiang, Qiāng, 羌
      - Northern Qiang
      - Southern Qiang

    - Pumi/Prinmi, Pǔmǐ, 普米
    - Baima, Bạch Mã, 白马, 白馬
    - Tiếng Tangut, Tây Hạ, 西夏 (extinct)

  - Bod
    - Tạng, Zàng, 藏
      - Central Tibetan (Standard Tibetan)
      - Amdo Tibetan
      - Khams Tibetan

    - Lhoba, Luòbā, 珞巴
    - Monpa/Monba, Ménbā, 门巴, 門巴

  - Lô Lô-Miến
    - Burmish
      - Achang, Āchāng, 阿昌

    - Loloish
      - Yi, Yí, 彝
      - Lisu, Lìsù, 傈僳
      - Lahu, Lāhù, 拉祜
      - Hani, Hāní, 哈尼
      - Jino, Jīnuò, 基诺, 基諾

    - Tiếng Nạp Tây, Nàxī, 纳西, 納西

  - Jingpho–Nungish–Luish
    - Jingpho, Jǐngpō, 景颇, 景頗
    - Derung, Dúlóng, 独龙, 獨龍
    - Nu, Nù, 怒
      - Nusu, Nùsū, 怒苏
      - Rouruo, Róuruò, 柔若

### Kra–Dai
(Có thể là nhóm Bách Việt cổ 百越)
- Kra
  - Cờ Lao, Gēlǎo, 仡佬
- Đồng-Thủy
  - Dong, Dòng, 侗
  - Sui, Shuǐ, 水
  - Maonan, Màonán, 毛南
  - Mulao/Mulam, Mùlǎo, 仫佬
- Hlai/Li, Lí, 黎
- Thái
  - Tiếng Tráng (Vahcuengh), Zhuàng, 壮, 壯
    - Northern Zhuang, Běibù Zhuàngyǔ, 北部壮语, 北部壯語
    - Southern Zhuang, Nánbù Zhuàngyǔ, 南部壮语, 南部壯語

  - Tiếng Bố Y, Bùyī, 布依
  - Dai, Dǎi, 傣
    - Tiếng Lự, Dǎilèyǔ, 傣仂语, 傣仂語
    - Tiếng Thái Na, Déhóng Dǎiyǔ, 德宏傣语, 德宏傣語
    - Tiếng Thái Đen, Dǎinǎyǔ, 傣哪语; Dǎidānyǔ, 傣担语
    - Tai Ya language, Dǎiyǎyǔ, 傣雅语
    - Tai Hongjin language, Hónghé Dǎiyǔ, 红金傣语, 紅金傣語

### Turk
- Karluk
  - Tiếng Duy Ngô Nhĩ, Uyghur, 维吾尔, 維吾爾
  - Äynu, Àinǔ, 艾努
  - Tiếng Uzbek, Wūzībiékè, 乌孜别克, 烏茲別克
- Kipchak
  - Tiếng Kazakh, Hāsàkè, 哈萨克, 哈薩克
  - Tiếng Kyrgyz, Kēěrkèzī, 柯尔克孜, 柯爾克孜
  - Tiếng Tatar, Tǎtǎěr, 塔塔尔, 塔塔爾
- Oghuz
  - Salar, Sǎlá, 撒拉
- Turk Xibia
  - Western Yugur, Yùgù, 裕固
  - Fuyu Kyrgyz, Fúyú Jí'ěrjísī, 扶餘吉爾吉斯
  - Tiếng Tuva, túwǎ, 圖瓦
  - Old Uyghur, Huíhú, 回鶻 (extinct)
- Tiếng Đông Hương, Tūjué, 突厥 (extinct)

### Mông Cổ
- Tiếng Mông Cổ, Mongol, 蒙古
- Oirat, wèilātè, 衛拉特
  - Torgut Oirat, tǔěrhùtè, 土爾扈特
- Tiếng Buryat, bùlǐyàtè, 布里亞特
- Tiếng Daur, Dáwò'ěr, 达斡尔
- Southeastern
  - Monguor, Tǔ [Zú], 土[族]
    - Eastern Yugur, Yùgù, 裕固

  - Tiếng Đông Hương, Dōngxiāng, 东乡, 東鄉
  - Bonan, Bǎoān, 保安
  - Kangjia, Khang Gia, 康家语, 康加語
- Tuoba, Tuòbá, 拓跋 (extinct)

Para-Mongolic
- Tiếng Khiết Đan, Kitan, 契丹 (extinct)
- Tuyuhun, Tǔyùhún, 吐谷浑 (extinct)

### Tungus
- Southern
  - Tiếng Mãn, Manchu, 满洲/满, 滿洲/滿
    - Tiếng Nữ Chân, Jurchen, 女真 (extinct)

  - Xibe, Xībó, 锡伯, 錫伯
  - Tiếng Nanai/Hezhen, Hèzhé, 赫哲
- Northern
  - Tiếng Evenk, Èwēnkè, 鄂温克
  - Oroqen, Èlúnchūn, 鄂伦春, 鄂倫春

### Triều Tiên
- Tiếng Hàn Quốc, Cháoxiǎn, 朝鲜, 朝鮮

### H'Mông-Miền
(Có thể là nhóm Nam Man cổ 南蛮, 南蠻)
- Tiếng H'Mông/Miao, Miáo, 苗
- Tiếng Ưu Miền/Yao, Yáo, 瑶, 瑤
- Tiếng Xa, Shē, 畲

### Nam Á
- Palaung
  - Tiếng Bố Lãng, Bùlǎng, 布朗
  - Tiếng Palaung, Déáng, 德昂
  - Tiếng Wa, Wǎ, 佤
- Tiếng Việt/Kinh, Jīng, 京

### Nam Đảo
- Nhóm ngôn ngữ Đài Loan, Cao Sơn, 高山
- Tiếng Tsat, Huíhuī 回輝

### Ấn-Âu
- Tiếng Nga, Éluósī, 俄罗斯, 俄羅斯
- Ngữ tộc Tochari, tǔhuǒluó, 吐火羅 (extinct)
- Tiếng Saka, sāi, 塞 (extinct)
- Nhóm ngôn ngữ Pamir, (mislabelled as "Tajik", Tǎjíkè, 塔吉克)
  - Sarikoli, sèlēikù'ěr, 色勒库尔
  - Tiếng Wakhi, wǎhǎn, 瓦罕
- Tiếng Bồ Đào Nha (phổ biến ở Ma Cao)
- Tiếng Anh (phổ biến ở Hồng Kông)

### Enisei
- Jie (Kjet), Jié, 羯 (extinct)

### Chưa phân loại
- Ruan-ruan (Rouran), Rúrú, 蠕蠕 (extinct)

### Tiếng lai
- Wutun, Wǔtún, 五屯 (Mongolian-Tibetan mixed language)
- Macanese, Tǔshēngpú, 土生葡 (Portuguese creole)

## Ngôn ngữ viết

Trang đầu tiên phần thiên văn học của "Ngự chế ngũ thể thanh văn giám" (御製五體清文鑑, Yuzhi Wuti Qing Wenjian). Tác phẩm có bốn thuật ngữ trên mỗi trang, được sắp xếp theo thứ tự tiếng Mãn, Tạng, Mông Cổ, Sát Hợp Đài và Hán. Đối với người Tây Tạng, nó bao gồm cả phiên âm và phiên âm sang bảng chữ cái Mãn Châu. Đối với Sát Hợp Đài, nó bao gồm một dòng phiên âm sang bảng chữ cái Mãn Châu.

Các ngôn ngữ sau đây theo truyền thống có dạng chữ viết không liên quan đến chữ Hán (Hán tự):
- Người Thái – Tiếng Lự hoặc Tiếng Thái Na – chữ Tày Lự hoặc Chữ Thái Na
- Người Kazakh – Tiếng Kazakh – Chữ Ả Rập Kazakh
- Người Triều Tiên – Tiếng Triều Tiên – Chosŏn'gŭl
- Người Kyrgyz – Tiếng Kyrgyz – Chữ Ả Rập Kyrgyz
- Người Mãn – Tiếng Mãn – Chữ Mãn
- Người Mông Cổ – Tiếng Mãn – Chữ Mông Cổ
- Người Nạp Tây – Tiếng Nạp Tây – Chữ Đông Ba
- Người Thủy – Tiếng Thủy – Chữ Thủy
- Người Tạng – Tiếng Tạng – Chữ Tạng
- Người Duy Ngô Nhĩ – Tiếng Duy Ngô Nhĩ – Chữ Ả Rập Duy Ngô Nhĩ
- Người Xibe – Tiếng Xibe – Chữ Mãn
- Người Di – Tiếng Di – Chữ Di

Nhiều dạng ngôn ngữ nói hiện đại của Trung Quốc có hệ thống chữ viết riêng biệt sử dụng các ký tự Trung Quốc chứa các biến thể thông tục. Chúng thường được sử dụng làm ký tự âm thanh để giúp xác định cách phát âm của câu trong ngôn ngữ đó:
- Bạch thoại tiếng Quảng Đông
- Chữ Nôm – Tiếng Việt
- Bạch thoại tiếng Phúc Kiến
- Tiếng Thượng Hải

Một số chữ Hán đã sử dụng trước đây
- Người Nữ Chân (Tổ tiên người Mãn) – Tiếng Nữ Chân – Chữ Nữ Chân
- Người Triều Tiên – Tiếng Triều Tiên – Hanja (Hán tự)
- Người Khiết Đan (Nhóm người Mông Cổ) – Tiếng Khiết Đan – Đại tự và tiểu tự
- Người Đảng Hạng (Người Hán-Tạng) – Tiếng Đảng Hạng – Chữ Đảng Hạng
- Người Choang (người Thái) – Tiếng Tráng – Sawndip

Vào thời Thanh, các cung điện, đền thờ và tiền xu đôi khi được ghi bằng năm chữ viết:
- Chữ Hán
- Chữ Mãn
- Chữ Mông Cổ
- Chữ Tạng
- Sát Hợp Đài

Vào thời Nguyên của Mông Cổ, hệ thống chữ viết chính thức là:
- Chữ Phags-pa

Tiền giấy Trung Quốc có chứa một số chữ viết ngoài chữ viết Trung Quốc. Đó là:
- Mông Cổ
- Tạng
- Chữ Duy Ngô Nhĩ Ả Rập
- Chữ Tráng Latinh

Hệ thống chữ viết khác cho các Tiếng Trung Quốc ở Trung Quốc bao gồm:
- Nữ thư

Mười dân tộc chưa từng có hệ thống chữ viết, dưới sự khuyến khích của Cộng hòa Nhân dân Trung Hoa, đã phát triển bảng chữ cái phiên âm. Theo sách trắng của chính phủ xuất bản vào đầu năm 2005, "đến cuối năm 2003, 22 dân tộc thiểu số ở Trung Quốc sử dụng 28 ngôn ngữ viết."